# Districtul Sankhaburi
Sankhaburi (în thailandeză สรรคบุรี) este un district (Amphoe) din provincia Chainat, Thailanda, cu o populație de 67.333 de locuitori și o suprafață de 354,8 km².

## Componență
Districtul este subdivizat în 8 subdistricte (tambon), care sunt subdivizate în 92 de sate (muban).
| Nr. | Nume                | În thailandeză | Sate | Locuitori |
| --- | ------------------- | -------------- | ---- | --------- |
| 1.  | Phraek Si Racha     | แพรกศรีราชา     | 16   | 16,467    |
| 2.  | Thiang Thae         | เที่ยงแท้         | 10   | 06,283    |
| 3.  | Huai Krot           | ห้วยกรด         | 09   | 09,012    |
| 4.  | Pho Ngam            | โพงาม          | 13   | 07,692    |
| 5.  | Bang Khut           | บางขุด          | 12   | 07,316    |
| 6.  | Dong Khon           | ดงคอน          | 16   | 12,121    |
| 7.  | Don Kam             | ดอนกำ          | 08   | 02,926    |
| 8.  | Huai Krot Phatthana | ห้วยกรดพัฒนา     | 08   | 05,516    |